# Chiesa di San Caio

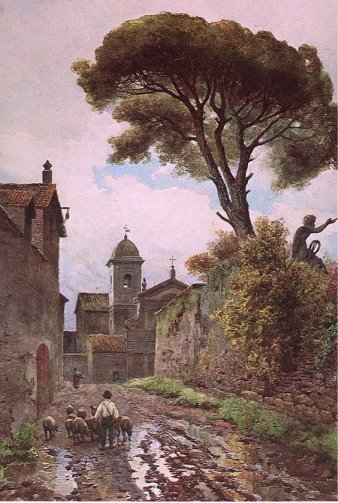
La chiesa di San Caio in fondo al vicolo di S. Nicola da Tolentino (Roesler Franz 1880)

La chiesa di San Caio è un luogo di culto cattolico scomparso di Roma, nel rione Castro Pretorio, in via XX Settembre vicino al palazzo del Quirinale. Essa fu demolita nel 1885 per la costruzione del palazzo del Ministero della Guerra (divenuto della Difesa con l'avvento dell'attuale Repubblica e trasferitosi nella nuova sede di palazzo Baracchini).

## Storia
Fu edificata nel 1631 da papa Urbano VIII su richiesta di alcuni nobili della Dalmazia, devoti al santo papa del III secolo, venuti a Roma per cercare i resti dell'antico titulus Gai. La nuova chiesa infatti era addossata a resti di costruzioni del III secolo identificati con quell'antichissimo titolo. Secondo Giuseppe Scarfone, queste vestigia appartenevano alla domus Nummiorum, risalente alla prima metà del IV secolo, nei cui sotterranei era stato ricavato un mitreo. Su questi resti, probabilmente nel V secolo, fu costruita una prima chiesa dedicata a papa Caio, sede del titolo cardinalizio summenzionato; caduta in rovina, fu riedificata nel XVII secolo, con un monastero annesso.
La chiesa era caratterizzata da una grandiosa facciata e da un piccolo campanile con cupola a padiglione. Sotto l'altare maggiore erano collocate le reliquie del santo. Secondo il Nibby
(Nibby, op. cit., pag. 140)

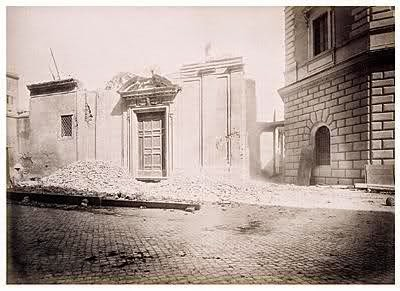
La Chiesa di San Caio durante i lavori di demolizione.

La chiesa, l'annesso monastero e le antiche vestigia andarono distrutte con le demolizioni effettuate nel 1885 per la costruzione del Ministero della Difesa. Oltre al ministero, sul luogo dei precedenti edifici è stata costruita, sul finire dell'Ottocento, una delle chiese evangeliche metodiste di Roma.